# Anthropos-Institut
Anthropos-Institut är ett antropologiskt institut, grundat 1931 av Wilhelm Schmidt. 
Institutet utger även den av Schmidt 1906 grundade internationella atropologiska tidskriften Anthropos. Under hans levnad var institutet centrum för den så kallade "Wienskolan" inom antropologin, men senare vidgades inriktningen och är numera inte bundet till någon särskild skola. Instituet grundades i Mödling men flyttade 1938 till Fribourg och därifrån 1962 till Sankt Augustin.